# 金明民
金明民（韓語：김명민，1972年10月8日—），韓國男演員，畢業於首爾藝術大學，1996年以SBS第6期公開招聘演員的身份出道。以《白色巨塔》、《貝多芬病毒》成為兩次百想藝術大賞的視帝；以《比天堂更近的美麗》拿下青龍電影獎與大鐘賞的影帝寶座，以扎實的演技不負「演技大師」之盛名。

## 演藝經歷
金明民雖現已貴為大師級演員，但他也比其他演員經歷了更多曲折。出道初期僅在多部電視劇飾演小配角，長期默默無聞，1997年與李尚雅劇中搭檔情侶，僅播出兩個月就因收視低迷而提前結束，1999年本有望擔任電影《恐怖計程車》男主角，但在拍攝過程中不幸被李瑞鎮取代。
2000年在MBC電視劇《熱情似火》首次擔任主角，演技獲得認可並獲得MBC演技大賞的男子新人獎；接著以2001年《毛骨悚然》和2003年《鬼鏡》的恐怖電影讓他立足大螢幕。看似正要起飛的事業，卻不幸在2002年拍攝電影時發生被機車撞倒的事故，除了因重傷需住院治療外，該片在已完成80%進度下卻因經費不足而被取消製作。灰心喪志的金明民決定結束自己的演員生涯，甚至準備移居紐西蘭，但就在此時，一部戲劇的提案像一線曙光般出現，那就是《不滅的李舜臣》。
2005年的KBS歷史劇《不滅的李舜臣》是一部收視率高達33%的國民劇，金明民出演歷史人物李舜臣將軍，以精湛演技征服觀眾，奠定實力派演員的地位，也榮獲畫梅獎的最佳男演員與KBS演技大賞的「大獎」，他的第二次演藝生涯開始綻放。
2007年MBC電視劇《白色巨塔》再次創下收視全壘打，劇中飾演在野心與人性間掙扎的天才醫生「張俊赫」，以扣人心弦的細膩演技，挑戰極具爭議性的複雜角色，觀眾與影評人一致對他的精彩演出給予「演技巔峰」的高度肯定。憑藉此劇首次獲得百想藝術大賞的視帝寶座，也將金明民的演藝事業推向另個高峰。
2008年的《貝多芬病毒》是韓國第一部古典音樂題裁的電視劇，金明民接受長達五個月的訓練，飾演說話尖酸刻薄心地卻柔軟善良的交響樂團指揮家，一句經典台詞「狗屎」，成為當年最流行的詞語、讓全國都感染了貝多芬病毒，也二度拿下百想藝術大賞的視帝以及MBC演技大賞的「大獎」。
2009年他在電影《比天堂更近的美麗》飾演肌萎縮患者，為了讓觀眾更了解漸凍人的病徵，他暴瘦了20公斤，此片在當時票房低迷的戲院成為唯一觀影人數超過200萬的爆款作品，金明民也成為大鐘賞與青龍電影獎的雙冠王影帝。
2011年拍攝電影《馬拉松夢想家》也通過和馬拉松選手相同的訓練，練就一樣的腿部肌肉，他曾說自己表演的信念是「極寫實主義」或「真實演技」，要在有限時間內與角色融為一體。此外，金明民是少數僅憑聲音就能辨別是誰的演員，他擁有不亞於配音員和播音員的發音，甚至在2004年獲得了KBS正確語言獎，因此加速他在台詞傳達能力下降的韓國電影界脫穎而出。
2015年在大小螢幕皆是出演古裝角色，先於SBS創社25週年特別企劃劇《六龍飛天》飾演歷史人物鄭道傳，接著主演古裝偵探喜劇電影《朝鮮密探出任務》。2018年回歸電視圈，搭檔金賢珠與羅美蘭主演《我們遇見的奇蹟》，劇中飾演一體兩魂的「宋賢哲」，以一人分飾四角的功力把人物演釋的層次分明、情感絲絲入扣，因此二度獲得了KBS演技大賞的「大獎」。
2021年在JTBC電視劇《Law School》飾演被暱稱為「楊格拉底」的精英刑法教授，不僅需要多場流利地讀出法律台詞，尤以一場8分鐘一鏡到底的答辯更獲得觀眾讚賞。

## 影視作品

### 劇集
| 年份   | 播放平台 | 劇名             | 角色                   | 備註   |
| 1999年 | SBS      | KAIST            |                        | 客串   |
| 2000年 | MBC      | 危險誘惑         | 振祥                   |        |
| 2000年 | KBS      | 以生氣的面孔回望 | 金詩誠                 |        |
| 2001年 | SBS      | 父與子           | 姜在斗                 |        |
| 2004年 | KBS      | 比花還美         | 張仁哲                 |        |
| 2004年 | KBS      | 不滅的李舜臣     | 李舜臣                 |        |
| 2006年 | SBS      | 不良家族         | 吳達健                 |        |
| 2007年 | MBC      | 白色巨塔         | 張俊赫                 |        |
| 2008年 | MBC      | 貝多芬病毒       | 姜建宇（姜指揮／姜魔） |        |
| 2012年 | SBS      | 電視劇帝王       | Anthony金／金峰達      |        |
| 2014年 | MBC      | 改過遷善         | 金石柱                 | [ 23 ] |
| 2015年 | SBS      | 六龍飛天         | 鄭道傳                 |        |
| 2018年 | KBS      | 我們遇見的奇蹟   | 宋賢哲                 |        |
| 2021年 | JTBC     | Law School       | 楊宗勳（楊格拉底）     | [ 21 ] |
| 2024年 | ENA      | 法官大人         | 金康憲                 | [ 24 ] |

### 電影
| 年份   | 片名                         | 角色   | 備註     |
| 2001年 | 毛骨悚然                     | 榮賢   |          |
| 2003年 | 照出冤靈                     | 河賢秀 |          |
| 2007年 | 生人解剖                     | 劉在宇 |          |
| 2008年 | 無防備都市                   | 趙大英 |          |
| 2009年 | 比天堂更近的美麗             | 白宗宇 |          |
| 2010年 | 被破壞的男人                 | 朱英修 |          |
| 2011年 | 朝鮮名偵探：高山烏頭花的秘密 | 金鎮   |          |
| 2011年 | 馬拉松夢想家                 | 朱滿鎬 |          |
| 2012年 | 鐵線蟲入侵                   | 宰赫   |          |
| 2012年 | 首爾諜戰                     | 金科長 |          |
| 2015年 | 朝鮮密探出任務               | 金鎮   |          |
| 2016年 | 大演員                       |        | 特別出演 |
| 2016年 | 無罪證明                     | 崔弼載 |          |
| 2016年 | 潘朵拉                       | 總統   |          |
| 2017年 | 一天                         | 金俊榮 |          |
| 2017年 | VIP                          | 蔡易道 |          |
| 2018年 | 朝鮮名偵探3：吸血鬼的祕密    | 金鎮   |          |
| 2018年 | 灼鼠之變：怪物的襲擊         | 尹謙   |          |
| 2019年 | 長沙里之戰：被遺忘的英雄     | 李明俊 |          |
| 待公布 | 悲傷熱帶                     |        |          |

### MV
| 年份   | 歌曲     | 歌手   |
| 1999年 | 〈BLUE〉 | 李京燮 |
| 2001年 | 〈風景〉 | 李政奉 |

## 主持
| 日期           | 節目名稱                     | 備註         |
| 2006年至2007年 | 醫生們                       | 醫學紀錄片   |
| 2007年         | 第8届全州國際電影節開幕式    | 與朴帥眉     |
| 2016年12月     | MBC創社特輯紀錄片—未來人類AI | 主持人、旁白 |

## 音樂專輯
- 2009年：金明民古典音樂大師（Kim Myung Min's Classics Maestro）

除了收錄電視劇《貝多芬病毒》中的插曲外，也收錄了古典音樂愛好者金明民推薦並精選的4張CD：CD 1-管弦樂Ⅰ-熱情、CD 2-協奏曲-和諧、CD 3-管弦樂Ⅱ-休息、CD 4-奏鳴曲-孤獨，共60首的古典音樂。

## 得獎列表
| 年份   | 頒獎典禮                  | 獎項                      | 作品           | 結果 | 參     |
| 2000年 | MBC演技大獎               | 男子新人獎                | 熱情似火       | 獲獎 | [ 16 ] |
| 2001年 | 第2屆釜山電影評論家協會獎 | 男子新人獎                | 毛骨悚然       | 獲獎 | [ 29 ] |
| 2001年 | 第4屆導演選擇獎           | 男子新人獎                | 毛骨悚然       | 獲獎 | [ 14 ] |
| 2004年 | KBS                       | 正確語言獎                | 不適用         | 獲獎 | [ 18 ] |
| 2005年 | 第18屆畫梅獎              | 最佳男演員                | 不滅的李舜臣   | 獲獎 | [ 11 ] |
| 2005年 | KBS演技大獎               | 大獎                      | 不滅的李舜臣   | 獲獎 | [ 16 ] |
| 2005年 | 第6屆韓國影像大展         | 最上鏡獎                  | 不滅的李舜臣   | 獲獎 | [ 30 ] |
| 2006年 | 第33屆韓國放送大賞        | 電視演員獎                | 不滅的李舜臣   | 獲獎 | [ 31 ] |
| 2006年 | 第18屆韓國廣播製作人獎    | 最佳演員獎                | 不滅的李舜臣   | 獲獎 | [ 32 ] |
| 2006年 | SBS演技大賞               | PD獎                      | 不良家族       | 獲獎 | [ 33 ] |
| 2007年 | MBC演技大賞               | 男子最優秀演技獎          | 白色巨塔       | 獲獎 | [ 34 ] |
| 2007年 | 第43屆百想藝術大賞        | 電視部門 最佳演技獎（男） | 白色巨塔       | 獲獎 | [ 35 ] |
| 2007年 | 第20屆畫梅獎              | 最佳男演員                | 白色巨塔       | 獲獎 | [ 36 ] |
| 2008年 | 第20屆韓國PD大賞          | 演出者賞                  | 白色巨塔       | 獲獎 | [ 37 ] |
| 2008年 | MBC演技大獎               | 大獎                      | 貝多芬病毒     | 獲獎 | [ 38 ] |
| 2008年 | 第2屆韓國電視劇節         | 演技大賞                  | 貝多芬病毒     | 獲獎 | [ 39 ] |
| 2008年 | 第9屆廣播獎               | 演技部門獎                | 貝多芬病毒     | 獲獎 | [ 40 ] |
| 2009年 | 第45屆百想藝術大賞        | 電視部門 最佳演技獎（男） | 貝多芬病毒     | 獲獎 | [ 41 ] |
| 2009年 | 第21屆韓國PD大賞          | 演出者賞                  | 貝多芬病毒     | 獲獎 | [ 42 ] |
| 2009年 | 第36屆韓國廣播大賞        | 演員獎                    | 貝多芬病毒     | 獲獎 | [ 43 ] |
| 2009年 | 第46届大鐘獎              | 最佳男主角                | 我的愛在我身邊 | 獲獎 | [ 44 ] |
| 2009年 | 第46届大鐘獎              | 人氣獎                    | 我的愛在我身邊 | 獲獎 | [ 44 ] |
| 2009年 | 第30届青龍電影獎          | 最佳男主角                | 我的愛在我身邊 | 獲獎 | [ 45 ] |
| 2015年 | 照耀韓國電影的明星獎      | TOP演員獎                 | 朝鮮密探出任務 | 獲獎 | [ 46 ] |
| 2018年 | KBS演技大賞               | 大獎                      | 我們遇見的奇蹟 | 獲獎 | [ 47 ] |
| 2018年 | KBS演技大賞               | 網路人氣獎                | 我們遇見的奇蹟 | 獲獎 | [ 47 ] |
| 2018年 | KBS演技大賞               | 最佳情侶獎（與羅美蘭）    | 我們遇見的奇蹟 | 獲獎 | [ 47 ] |
| 2024年 | 第44届黄金摄影奖          | 电视剧部门 最高演技奖     | 法官大人       | 獲獎 | [ 48 ] |